# Temnophyllus knighti
Temnophyllus knighti är en insektsart som beskrevs av Kirby, W.F. 1911. Temnophyllus knighti ingår i släktet Temnophyllus och familjen vårtbitare. Inga underarter finns listade i Catalogue of Life.